# Hattarwad, Khanapur
Hattarwad là một làng thuộc tehsil Khanapur, huyện Belgaum, bang Karnataka, Ấn Độ.